# Edna Luby
Edna Luby, née le 12 octobre 1884 et morte le 1er octobre 1928, est une actrice et comédienne américaine. Elle joue sur scène et dans des films muets et se produit dans des vaudevilles en tant qu'imitatrice de célébrités. Edna Luby est la nièce de Siegmund Lubin, un célèbre producteur de films.

## Jeunesse et éducation
Fille d'un opticien, Edna Luby nait à New York de Louis et Emma Luby. Peu de temps après, elle et sa famille déménagent à Londres, en Angleterre, où, jeune fille, elle attire l'attention en imitant ses camarades de classe. Elle développe rapidement un vif intérêt pour le théâtre, nourri par sa mère. A l'âge de dix ans, elle commence à recevoir des cours d'élocution de l'actrice britannique d'origine américaine, Geneviève Ward,.

## Carrière
Edna Luby est de retour à New York en 1900 où elle fait ses débuts professionnels sur scène au Garden Theatre en tant que remplaçante de l'actrice May Buckley dans Hearts Are Trumps. Hearts Are Trumps, un mélodrame en quatre actes, est écrit par Cecil Raleigh, produit par Charles Frohman et a également permis de faire connaitre aux spectateurs de Broadway le jeune Cecil B. DeMille. À la fin de l'année 1902, elle est favorablement accueillie au Madison Square Theatre de New York, après avoir succédé à Jessie Busley dans le rôle d'Estelle dans The Two Schools. En décembre 1903, elle joue Greta face à Fritzi Scheff dans Babette au théâtre de Broadway. En mai 1907, elle rejoint le casting de la comédie musicale à succès Anna Held A Parisian Model au Broadway Theatre, et, plus tard cette année-là, elle apparaît dans la production originale Ziegfeld Follies, jouant Miss Mimique et Miss Edna Might,,.
En parallèle, elle apparaît souvent dans des vaudevilles dans des salles exploitées par Tony Pastor, Keith and Proctor et Percy G. Williams, interprétant ses imitations de célébrités populaires. Elle joue dans au moins quatre films muets entre 1910 et 1916. The Immortal Flame, son dernier film, est un mélodrame écrit et produit par Ivan Abramson et mettant en vedette Maude Fealy,,,.

## Décès
Quelque temps après qu'Edna Luby ait épousé Samuel Thor, un pharmacien, elle quitte la scène pour résider à Great Neck, à Long Island. Elle décède des suites d'une longue maladie à l'hôpital Montefiore, dans le Bronx, à New York, quelques jours avant son quarante-quatrième anniversaire.